# Frankie J. Alvarez
Francisco Javier Álvarez (10 de mayo de 1983) es un actor estadounidense, conocido por su papel como Agustín Lanuez en la serie de HBO, Looking, y su posterior telefilme de desenlace, Looking: The Movie.

## Infancia y educación
Los padres de Álvarez son originarios de Cuba, su padre de La Habana y su madre de Artemisa. Es estadounidense de primera generación y nació y se crio en Miami, Florida. Álvarez creció en una familia vinculada con las artes: su abuela fue cantante de ópera en Cuba, mientras que su padre tocaba música en una banda en Puerto Rico, su madre era bailarina, y sus tres hermanas actuaban en el Miami City Ballet. El español fue su primer idioma y no aprendió inglés hasta los 7 u 8 años, afirmando que empezó a aprender inglés viendo béisbol. Mientras crecía, asistió a una escuela preparatoria jesuita exclusiva para varones. Álvarez inicialmente se matriculó en la Universidad Estatal de Florida como estudiante de Escritura Creativa, pero se inscribió en el programa de bellas artes después de tener una experiencia positiva en la Escuela de Teatro. Luego se graduó con una Licenciatura en Bellas Artes y se trasladó a la ciudad de Nueva York, donde un amigo lo animó a postularse a la Escuela Juilliard. Utilizó una versión bilingüe de la escena del balcón de Romeo y Julieta para su audición y fue aceptado en el programa, recibiendo la Beca Conmemorativa Raúl Juliá. Se graduó de Juilliard en 2010.

## Carrera actoral

### Teatro
Mientras asistía a Juilliard, Álvarez se entrenó en la Compañía de Teatro Chautauqua, interpretando a Bernard en Death of a Salesman y a Puck en A Midsummer Night's Dream en 2008. Álvarez interpretó al personaje titular en la producción de Brain Trust Production's The Tragedie of Cardenio en el Festival Internacional de Teatro de Midtown de 2010, por la cual ganó el premio al Mejor Actor Protagonista en una Obra de Teatro. Después de graduarse de la escuela, Álvarez actuó en teatro regional, consiguiendo su primer papel como actor profesional en una producción de gira nacional de Ramona Quimby, basada en la popular serie de libros infantiles. Continuó actuando en teatro regional, siendo seleccionado para una producción de Julio César como Lucio y Metellus Cimber, y en Medida por medida como Claudio para el Festival Shakespeare de Oregón de 2011. Sus actuaciones en el Festival Shakespeare de Oregón resultaron en su reclutamiento por el Asolo Repertory Theatre, donde recibió elogios por su papel protagonista de Hamlet en la producción del teatro de Hamlet: Príncipe de Cuba, una adaptación en español e inglés de la obra de Shakespeare ambientada en La Habana del siglo XIX. La obra fue traducida al español por Nilo Cruz y Álvarez estudió la obra durante casi un año y aprendió a interpretarla tanto en español como en inglés. Más tarde actuó en la producción de 2013 de The Whipping Man del Actors Theatre of Louisville, donde interpretó a Caleb, un soldado confederado judío herido en la guerra civil estadounidense. La obra recibió críticas positivas, y Álvarez recibió elogios por su interpretación "matizada y empática". Él y su amigo Gabriel Ebert colaboraron en el musical Those Lost Boys, sobre la reunión de una sola noche después de 10 años de una banda de rock, que fue desarrollado y estrenado en el Ars Nova All New Talent Fest de 2013 y encabezó nuevamente el Ars Nova All New Talent Fest en 2014.

### Televisión
Álvarez apareció en un papel secundario recurrente en el programa de televisión de la NBC Smash antes de conseguir su primer papel principal en televisión en la serie de HBO de 2014 Looking, interpretando al personaje principal, Agustín, junto a los coprotagonistas Jonathan Groff y Murray Bartlett. El programa se centra en las vidas de tres hombres homosexuales que viven en San Francisco. Álvarez inicialmente hizo una audición para el rol recurrente de Richie Ventura (interpretado por Raúl Castillo), el interés amoroso del personaje de Groff, Patrick, actuando en una sesión de casting a través de Skype. Más tarde le pidieron que enviara audiciones para el papel de Agustín. Dentro de la semana de la clausura de su obra en el Actors Theatre of Louisville, voló para una segunda audición y fue elegido como Agustín. Según Álvarez, originalmente se pensaba que el personaje de Agustín sería venezolano, en lugar de cubano, hablaría con acento y estaría "resolviendo su situación de tarjeta verde". Álvarez habló con el creador de la serie, Michael Lannan, y el personaje fue cambiado a un ciudadano estadounidense nativo altamente educado de ascendencia cubana, utilizando algunas de las características personales de Álvarez, lo que produjo una representación de los latinoamericanos biculturales que Álvarez sintió que no se veía con tanta frecuencia en los medios de comunicación. Su actuación le valió elogios de la crítica y una nominación al Mejor Actor de Reparto por los Premios de la Fundación Imagen en 2014.

### Narración de audiolibros
Álvarez también es un narrador de audiolibros, apareciendo en la grabación de audio del Festival Shakespeare de Oregón de Medida por medida, y narrando obras de audiolibros como The Barbarian Nurseries de Héctor Tobar, We the Animals de Justin Torres y Triple Crossing de Sebastian Rotella.

## Reconocimientos
Mientras asistía a Juilliard, Álvarez fue el recipiente de la prestigiosa Beca Conmemorativa Raúl Juliá. En 2010, su actuación en The Tragedie of Cardenio de Ben Bartolone le valió el premio al Mejor Actor Protagonista en una Obra de Teatro del Festival Internacional de Teatro de Midtown. Su interpretación como Agustín en Looking también le valió una nominación al premio "Mejor Actor de Reparto" de la Fundación Imagen en 2014.

## Vida personal
Álvarez conoció a su esposa, Leah Walsh, siendo estudiante de primer año en la Escuela Juilliard (ella era estudiante de segundo año). Se casaron en mayo de 2013. Walsh también es actriz y la pareja vive junta en Astoria, Queens, en la ciudad de Nueva York. Tienen dos hijas.

## Filmografía

### Película
| Año  | Título      | Rol        | Nota  |
| ---- | ----------- | ---------- | ----- |
| 2014 | Aphasia     | Austin     | Corto |
| 2017 | Rockaway    | Older John |       |
| 2019 | Vandal      | Chino      |       |
| 2021 | The Drummer | Nate       |       |

### Televisión
| Año       | Título                            | Rol                | Nota                                          |
| --------- | --------------------------------- | ------------------ | --------------------------------------------- |
| 2013      | Smash                             | Actor #6           | 3 episodios                                   |
| 2014–2015 | Looking                           | Agustín Lanuez     | Serie regular; 18 episodios                   |
| 2015      | Madam Secretary                   | Zach               | Episodio: "The Time Is at Hand"               |
| 2015      | The Good Wife                     | Steven Mund        | Episodio: "Loser Edit"                        |
| 2015      | Law & Order: Special Victims Unit | Javier Rojas       | Episode: Parents' Nightmare                   |
| 2016      | Looking: The Movie                | Agustín Lanuez     | TV film                                       |
| 2016      | Blue Bloods                       | Father Phillip     | Episodio "Confessions"                        |
| 2017      | Blindspot                         | Julian Milliken    | Episodio: "Fix My Present Havoc"              |
| 2017      | Controversy                       | Ben                | Película para televisión                      |
| 2018      | It's Freezing Out There           | Frankie            | Webseries                                     |
| 2019      | New Amsterdam                     | Carl Jimenez       | Episodio: "Croaklahoma"                       |
| 2022      | Let the Right One In              | Dr. Daniel Madigan | Episodio "More Than You'll Ever Know"         |
| 2023      | Fantasy Island                    | Mateo              | Episodio "Huricane Helene/The Bachelor Party" |
| 2023      | The Blacklist                     | Izan Sandoval      | Episodio: "Wormwood (N.º 182)                 |

### Teatro
| Año  | Título                                            | Rol                    | Nota                                   |
| ---- | ------------------------------------------------- | ---------------------- | -------------------------------------- |
| 2008 | A Midsummer Night's Dream                         | Puck                   | Chautauqua Theater Company             |
| 2008 | Death of a Salesman                               | Bernard                | Chautauqua Theater Company             |
| 2010 | The Tragedie of Cardenio                          | Cardenio               | Midtown International Theatre Festival |
| 2011 | Julius Caesar                                     | Lucius/Metellus Cimber | Oregon Shakespeare Festival            |
| 2011 | Measure for Measure                               | Claudio                | Oregon Shakespeare Festival            |
| 2012 | Hamlet: Prince of Cuba (Hamlet: Príncipe de Cuba) | Hamlet                 | Asolo Repertory Theatre                |
| 2013 | The Whipping Man                                  | Caleb                  | Actors Theatre of Louisville           |
| 2016 | Bathing in the Moonlight                          | Taviano                | McCarter Theatre                       |
| 2020 | twenty50                                          | Sebastian              | Denver Center Theatre Company          |
| 2021 | to the yellow house                               | Theo                   | La Jolla Playhouse                     |
| 2023 | Wet Brain                                         | Ron                    | Playwrights Horizons                   |

### Audiolibros
| Título                  | Autor                                                        | Año de publicación | Rol      |
| ----------------------- | ------------------------------------------------------------ | ------------------ | -------- |
| We the Animals          | Justin Torres                                                | 2011               | Narrador |
| The Barbarian Nurseries | Héctor Tobar                                                 | 2011               | Narrador |
| Triple Crossing         | Sebastian Rotella                                            | 2011               | Narrador |
| Measure for Measure     | William Shakespeare (Oregon Shakespeare Festival production) | 2012               | Claudio  |